# Sacciolepis arenaria
Sacciolepis arenaria är en gräsart som beskrevs av Geneviève Mimeur. Sacciolepis arenaria ingår i släktet Sacciolepis och familjen gräs. Inga underarter finns listade i Catalogue of Life.